# Sika (entreprise)
Sika est une entreprise suisse qui produit des matériaux de construction. Active au niveau mondial dans les secteurs des spécialités chimiques, elle est fournisseur dans les domaines de l'étanchéité, du collage, de l'insonorisation, du renforcement et de la protection d'ossatures. Sika est représentée dans 94 pays avec plus de 170 sites de production et de vente.

## Histoire
En 1910, Kaspar Winkler fonde Sika. Les premières inventions de Kaspar Winkler sont concentrées autour de la pose d'agents de protection et de nettoyage du granit et un agent imperméabilisant pour les mortiers. Cet agent imperméabilisant, appelé Sika-1, est toujours commercialisé aujourd'hui.
En 1912, une première filiale est créée dans le sud de l'Allemagne, avec sa propre petite usine de fabrication. D’autres filiales sont créées en Angleterre, en Italie et en France.
En 1918, les Chemins de fer fédéraux suisses ont effectué des essais réussis en utilisant Sika pour imperméabiliser les tronçons du tunnel du Gothard. L’imperméabilisation qui suivit des lignes électriques a constitué le premier grand projet de Sika.
À la veille de la Seconde Guerre mondiale, Fritz Schenker, le gendre de Kaspar Winkler, étend l’entreprise en Europe, en Amérique et en Asie.
En 1971, Romuald Burkard prend la direction du groupe d'entreprises qui, en 1968, est devenu une seule structure d'entreprise avec Sika Finanz AG. Par la suite, Sika a été cotée à la bourse suisse.
Les années 1990 sont une mauvaise période pour Sika AG. L'entreprise arrête différentes activités peu rentables comme la construction de robots utilisés pour restaurer les canalisations d'égouts.
En juin 2013, Sika acquiert Everbuild, le premier fabricant britannique de mastics et d'adhésifs.
En juillet 2013, Sika acquiert les fabricants de membranes d’étanchéité JMTexsa, S.A. de C.V. de Mexico et Texsa India Ltd.
En décembre 2014, Saint-Gobain veut acquérir 16,1 % du capital de Sika appartenant à la famille Burkard, participation qui correspond à 52 % des droits de vote, pour 2,3 milliards d'euros. Ce changement d'actionnaire provoque la défiance des dirigeants de Sika. L'opération doit se passer au second semestre 2015 mais déjà reporté de six mois.
En décembre 2017, Sika ouvre une filiale au Bangladesh, marché florissant pour la construction estimé à 15 milliards de francs suisses avec une croissance de 12%.
En mai 2018, Saint-Gobain signe un accord complexe avec Sika, mettant fin à leur conflit liée à cette tentative d'acquisition. À la suite de cet accord, Saint-Gobain acquiert une participation de 17 % dans Sika. Les droits de vote bonifiés doivent d'après cet accord être supprimés.
Le 8 janvier 2019, Sika lance une offre ferme pour racheter Parex auprès du fonds d'investissement CVC Capital Partners. Une opération basée sur une valeur d'entreprise estimée à 2,5 milliards de francs suisses (2,22 milliards d'euros) et qui permettrait à Sika de doubler ses activités de mortier pour atteindre 2 milliards d'euros. L'entreprise suisse espère avec cette acquisition une synergie annuelle de 80 à 100 millions de francs suisses. L'opération est finalisée en mai 2019,
En mai 2020, Saint-Gobain revend l'intégralité de sa participation au sein du groupe par le biais d'un placement privé aupr̠ès d'investisseurs institutionnels, soit 10,75 % des parts totales pour une valeur totale estimée à 2,55 milliards d'euros,.
En novembre 2021, Sika annonce l'acquisition pour 5,5 milliards de francs suisses de MBCC Group, qui constituait anciennement la filiale de matériaux de construction de BASF.

## Actionnaires
| Nom                               | Actions    | %     |
| Compagnie de Saint-Gobain         | 15 241 070 | 10,7% |
| Cascade Investment                | 8 074 620  | 5,70% |
| Capital Research & Management     | 4 776 516  | 3,37% |
| Norges Bank Investment Management | 4 532 611  | 3,20% |
| BlackRock Investment Management   | 4 415 866  | 3,11% |
| Massachusetts Financial Services  | 4 296 045  | 3,03% |
| Threadneedle Asset Management     | 3 859 260  | 2,72% |
| The Vanguard Group                | 3 688 721  | 2,60% |
| Fidelity Management & Research    | 2 254 000  | 1,59% |
| OppenheimerFunds                  | 2 248 730  | 1,59% |

Mise à jour au 22 août 2019.